# اهل بیت

اهلِ بیت (به عربی:أهل البیت) به معنای خانوادهٔ خانه یا مردمِ خانه، در سنت اسلامی برای خانوادهٔ پیامبر اسلام به کار می‌رود. در مذهب شیعه، اهل بیت را مفسر قرآن و سنت می‌دانند. شیعیان باور دارند که اهل بیت جانشین بلافصل پیامبر بوده و پنج‌تَن و نُه امام پسین را در بر می‌گیرد. در اسلام سنی اهل بیت پیامبر، افزون بر پنج‌تن شامل همسران محمد نیز می‌گردد. دیگرِ سنی‌ها تمام نوادگان محمد را و بعضی اوقات نوادگان عمویش عباس ابن عبدالمطلب را هم جزو اهل بیت می‌دانند. همچنین در سنت اسلامی با اینکه سلمان فارسی از خانوادهٔ محمد نبود بنا به حدیث متواتر «سلمان منا اهل البیت» جزو اهل‌بیت پیامبر شناسایی شده است.

## واژه‌شناسی
عبارت «اهل» حاکی از اعضای خانوادهٔ یک مرد شامل مردان قبیله، نزدیکان و خویشاوندان زن (یا زنان) و بچه‌ها می‌شود.

عبارت «بیت» به معنی منزل یا مسکن که شامل چادر و ساختمان می‌شود. اهل بیت به معنای تمام اعضای خانوادهٔ یک مرد یا تمام کسانی که با او زندگی می‌کنند، می‌شود. اهل بیت حالت مؤدبانهٔ خطاب قرار دادن خانواده یا زن خانواده است.
عبارات زیر همه یک معنی دارند:
1. اهل البیت: مردم خانه
2. اهل النبی: خانوادهٔ پیامبر
3. اهل بیت النبی: خانوادهٔ خانهٔ پیامبر
4. هم‌سنخ نبی: شبیه‌ترین کس به پیامبر.[نیازمند منبع]

## اصطلاح «اهل بیت» در قرآن
عبارت «اهل بیت» در قرآن سه بار در اشاره به خانواده موسی و ابراهیم و محمد آماده است:

### اهل بیت موسی
و پیش‌تر بر او [موسی] شیردهندگان را حرام گرداندیم. پس خواهرش [به فرعونیان] گفت: آیا شما را بر آن اهل بیت راه نمایم که او را برایتان پرورش می‌دهند و نیک‌خواه اویند؟

### اهل بیت ابراهیم
[فرستادگان در اشاره به شگفت‌زدگی ساره بر بارداری اسحاق در پیری] گفتند: آیا شگفت مانی از کار خدا؟ مهربانی خدا و برکت‌های او بر شما اهل بیت است. همانا اوست ستودهٔ ارجمند.

### اهل بیت محمد
ای زنانِ پیامبر، شما مانندِ یکی از زنان نیستید [.] اگر پرهیز می‌کنید [،] پس در گفتار، نرمی نشان ندهید تا کسی که در دلش بیماری‌است طمع ببندد، و گفتاری شناخته‌شده بگویید. (۳۲) و در خانه‌های خویش آرام گیرید و مانندِ تَبَرُّجِ جاهلیتِ نخستین، تبرّج (جلوه‌گری) نکنید و نماز را به پای دارید و زکات را بدهید و از خدا و پیامبرش فرمانبَری کنید. جز این نیست که خدا می‌خواهد از شما اهلِ بیت آلودگی را بزداید و شما را چنان‌که باید و شاید، پاک گردانَد. (۳۳)

## دیدگاه تاریخی
به‌گفتهٔ فرانسیس ادواردز پیترز، استاد بازنشسته دانشگاه نیویورک در رشتهٔ اسلام و خاورمیانه‌شناسی، در پیشا اسلام و صدر اسلام، اهل بیت لقب قریش بود و منظور از بیت، همان خانه کعبه در مکه بود. این کاربرد بعدها تحت شعاع تعبیری قرار گرفت که باری سیاسی داشت و در مورد آیهٔ ۳۳ از سی و سومین سوره قرآن (احزاب) به کار می‌رفت. سرچشمهٔ این تعبیر پس از کشته شدن عثمان و اوایل دوران اموی، هم‌زمان با آغاز رقابت خاندان اموی و علوی بر سر خلافت نمودار شد. در تعبیر فوق منظور از اهل بیت، خانوادهٔ پیامبر و به‌ویژه علی، فاطمه، حسن و حسین است. به‌گفتهٔ پیتر، به‌دنبال این تعبیر احادیثی به نقل از محمد در مورد این آیه رواج یافت از جمله حدیث پنج تن آل عبا.
به نوشتهٔ لئورا وچا ولیری در دانشنامه اسلام، آیات پیش از این در مورد دستورالعمل‌هایی برای زنان پیامبر است و افعال و ضمایر به صورت جمع مؤنث هستند؛ ولی در این آیه که خطاب به اهل خانه است، ضمایر به صورت جمع مذکر هستند؛ بنابراین گفته شده که دیگر بحث زنان پیامبر مطرح نیست، یا حداقل صرفاً آن‌ها نیستند. پس این آیه به چه کسی بر می‌گردد؟ عبارت اهل بیت فقط می‌تواند معنی «خانوادهٔ پیامبر» را بدهد. این امتیاز به‌طور طبیعی به همه خویشاوندان محمد منتهی می‌شود، چه آن‌هایی که در قبیله او بودند، چه انصار و در واقع همه جامعه؛ ولی داستانی وجود دارد که در بسیاری از احادیث آمده است؛ بنابراین روایت، محمد عبای خود را در موقعیت‌های گوناگون (از جمله رویداد مباهله) بر روی نوه‌هایش حسن و حسین، دخترش فاطمه و دامادش علی افکند؛ و بدین ترتیب، این پنج تن هستند که عنوان اصحاب کسا به آن‌ها داده می‌شود. کوشش‌هایی صورت گرفته تا زنان پیامبر را هم به این گروه اضافه کنند؛ ولی عموماً شمار افرادی که واجد این امتیاز هستند محدود به پنج است.
ویلفرد مادلونگ دیدگاه پیترز را نقد می‌کند و می‌گوید قرآن در آیه تطهیر (آیه ۳۳ سوره احزاب) به اهل بیت محمد، مقام طهارت را اعطا می‌کند. هرچند این آیه در خلال آیات مربوط به زنان محمد است، اما ضمیر آن به صورت جمع مذکر است. به نوشته مادلونگ، علی‌رغم رویکرد شیعی در این موضوع، حتی در منابع اهل سنت نظیر تفسیر طبری نیز، مصداق این آیه «محمد، علی، فاطمه، حسن و حسین» هستند. هرچند بنابر تفسیری، زنان محمد هم از طریق ازدواج می‌توانند به طهارت برسند، اما در اصل ارجاع آیه به خویشاوندان خونی محمد است، که به جهت این مقام از پذیرش صدقه منع شده‌اند. به نوشته حامد الگار نیز آیه تطهیر در شأن پنج تن آل عبا است.

## دیدگاه سنت اسلامی
دربارهٔ اینکه آیه شامل چه کسانی می‌شود، بین مفسران و محدثان و متکلمان اختلاف است.
- همه مفسران شیعه و برخی از مفسران اهل سنت مراد این آیه را پنج تن آل عبا، یا اصحاب کساء دانسته‌اند: پیامبر اسلام، علی، فاطمه، حسن و حسین. این نظریه بر اساس روایات شیعه و سنی مانند حدیث کساء، حدیث مباهله، و حدیث مودت قربی است.[۱۳][۱۴][۱۵]
- برخی مفسران اهل سنت معتقدند که این آیه تنها شامل همسران  پیامبر اسلام می‌شود.
- گروه دیگری از مفسران اهل سنت معتقدند که اهل بیت در آیهٔ مذکور همسران پیامبر اسلام، علی، فاطمه، حسن و حسین هستند.
- بعضی از مفسران آیه را عام دانسته و آن را شامل همهٔ نزدیکان پیامبر اسلام، از جمله همسران فرزندان، نزدیکان و حتی غلامان و کنیران وی دانسته‌اند.
- گروهی دیگر از مفسران گفته‌اند منظور از اهل بیت کسانی است که صدقه بر آن‌ها حرام است؛ یعنی فرزندان علی، فرزندان عقیل، فرزندان جعفر و فرزندان عباس.

در باور شیعیان مقصود از اهل بیت در احادیثی چون حدیث ثقلین، حدیث سفینه و حدیث نجوم، امامان دوازده‌گانهاند؛ زیرا به دلایل عقلی و نقلی منزلتی که در این احادیث آمده تنها برای آنان ثابت است؛ چنانچه جمعی از اهل سنت هم به آن تصریح کرده‌اند. شیعیان بر اساس دلایل یادشده و شواهدی که در تاریخ اسلام وارد شده است، بر این باورند که واژه اهل بیت صرفاً به چهارده معصوم اطلاق می‌گردد و بنا بر آن شواهد، حتی همسران پیامبر خدا نیز از دایره اهل بیت خارج‌اند، هر چند به عنوان همسر پیامبر خدا جایگاه آنان محفوظ است.